# Мак Ок
Мак Ок (ирл. Macan Óc), то есть «молодой сын» или «сын молодости», Энгус (Оэнгус ирл. Óengus или Аэнгус ирл. Aengus), то есть «единственный выбор»; также Энгус Мак Ок и Энгус Ок, — в ирландской мифологии бог юности и любви, сын Дагды и его супруги Боанд, превратившейся в реку.
Одни исследователи проводят параллель с греческим Аполлоном Гиперборейским — из-за связи Энгуса с лебедями и Аполлоном в его ипостаси младенца, другие видят в Мак Оке некий аналог Эрота. В кельтской мифологии ему соответствует Мапонос.
В его честь назван кратер Энгус на спутнике Юпитера Европе.

## Рождение Энгуса
В «Сватовстве к Этайн» рассказывается, что Дагда полюбил Боанн, супругу Элкмара. Богине тоже нравился Дагда, но она боялась гнева мужа. Тогда Дагда отослал супруга с поручением, а чтобы собиравшийся вернуться к вечеру муж не заметил течения времени; Дагда приостановил движение солнца и один день длился девять месяцев. Получилось, что ребёнок от союза Дагды и Боанн родился в день своего зачатия. «Воистину молод сын, зачатый на рассвете и родившийся после заката», — сказала мать об Энгусе. Томас Роллестон, описывая Мак Ока, говорит: «Над его головой всегда парили четыре прекрасные птицы, как говорили, его поцелуи, принявшие столь очаровательную форму, и, когда птицы пели, в сердцах юношей и дев зарождалась любовь».

## Мак Ок в сагах
Известно три различных сюжета, связанных с именем Энгуса.

### Энгус и Этайн
Некогда Мидир, правивший в сиде (холме) Бри Лейт, пожелал взять в жёны прекрасную девушку Ирландии — Этайн Эхрайде, дочь Айлиля короля Улада. Добывать себе невесту Мидир послал приёмного сына Мак Ока, но отец девушки не желал уступать так просто, он задал Энгусу три сложные задачи: расчистить двенадцать лугов, осушить землю, проложив русло для двенадцати рек, и дать в качестве выкупа столько золота и серебра, сколько весит сама девушка. На помощь Энгусу пришёл родной отец, Дагда, и задания были выполнены за одну ночь.
Мак Ок привёз девушку Мидиру, но первая жена хозяина сида прогневалась, и из-за её колдовства Этайн стала красной мухой. Фуамнах, супруга Мидира, изгнала муху из дома мужа, после чего Этайну приютил Энгус, поселив волшебное насекомое в особой клетке. Но и оттуда волшебнице Фуамнах удалось изгнать Этайну с помощью вихря.

### Энгус и Каэр
Однажды во сне Энгус Мак Ок увидел прекрасную девушку и влюбился в неё. Энгус так мучился от тоски, что заболел. Чтобы помочь сыну, Дагда обратился к Бодбу, королю сида в Мунстере, славившемуся своей мудростью. Бодб нашёл таинственную незнакомку на берегу озера Бель-Драгон, он выяснил, что её зовут Каэр, что она дочь Этала из сида Уиан в Коннахте.
Дагда велел смертным правителям Коннахта добиться у Этала руки его дочери для сына, но туат отказался. Тогда Айлиль и Медб, правящие Конахтом, пошли войной на Этала и в итоге пленили его. Но туат открыл, что не имеет власти над дочерью, поскольку она превращается в лебедя каждый второй год от Самайна до Самайна.
Энгус отправился к озеру и увидел там белых лебедей, связанных попарно серебряными цепочками. Мак Ок начал звать Каэр. Каэр пообещала прийти, если Энгус отпусти её на следующий день обратно к озеру. Энгус обещал это и протянул к ней руки. Тотчас он сам превратился в лебедя и смог соединиться со своей любимой. Вскоре Энгус и Каэр вместе полетели к чертогам на реке Бойн, в сид Мак Ока, и пение их было столь прекрасно, что все кто слышали его, заснули на три дня.

### «Захват сида»
Дагда разделил все сиды, находящиеся внутри холмов Ирландии, между туатами. Вечером, накануне Самайна к нему пришёл Энгус с требованием и ему дать земли. Но Дагда заявил, что дать ему нечего. Тогда Мак Ок попросил одолжить на одну ночь и на один день собственный сид Дагды — Бруг на реке Бойне. Дагда согласился. Когда же время истекло, Энгус заявил, что в Самайн ночь и день означают вечность, так как время уничтожается. Дагда признал справедливость такого рассуждения и оставил сыну сид навсегда.

### Энгус и Диармайд
Однажды Финн мак Кумал, когда умерла его жена, решил жениться на Грайне — дочери короля Кормака. Но Грайне не хотела замуж за старика Финне и сбежала вместе с Диармайдом О’Дувне, его дружинником. Их преследовал Финн, но Энгус мешал Финну настичь и убить влюбленных и помогал Диармайду, что кончилось победой Диармайда, но не окончательной. В конце концов Финн после заключения мира предательски подстроил смерть Диармайда, фактически убив его чужими руками.